# Fine Gael
Fine Gael é um partido político democrata-cristão da República da Irlanda.

## História
O partido foi formado em 1933 com a fusão de três partidos: Cumann na nGaedheal, o Partido Nacional de Centro e a Guarda Nacional (este movimento era conhecido por "Blueshirts", alcunha ainda hoje usada pelo Fine Gael). As origens deste partido remontam à Guerra Civil Irlandesa e à facção liderada por Michael Collins, defensores do tratado assinado, em 1921, com o Reino Unido.
Ideologicamente, o partido é, no panorama irlandês, o maior defensor do liberalismo económico, apoiando a liberdade de concorrência, política de privatizações e de adopção de políticas fiscais e económicas, que promovam a concorrência. Além disto, o partido segue um modelo democrata-cristão e conservadorismo liberal, ou seja, aproxima-se ideologicamente dos partidos de centro-direita a nível europeu. O partido também se destaca por ser um grande defensor da integração europeia, defendendo o federalismo europeu e, por outro lado, ser contra a violência na luta pela reunificação da Irlanda. Importa referir que, apesar de ser centro-direita, o partido, historicamente, governa com o partido de centro-esquerda, Partido Trabalhista, muito devido à enorme rivalidade com o Fianna Fáil, fruto da Guerra Civil Irlandesa.
O partido é liderado, desde junho de 2017, por Leo Varadkar, e é membro do Partido Popular Europeu e da Internacional Democrata Centrista.

## Resultados eleitorais

### Eleições legislativas
| Data    | CI. | Votos   | %            | +/-     | Deputados | +/-     | Status            |
| ------- | --- | ------- | ------------ | ------- | --------- | ------- | ----------------- |
| 1937    | 2.º | 461 171 | 34,8 / 100,0 |         | 48 / 138  |         | Oposição          |
| 1938    | 2.º | 428 633 | 33,3 / 100,0 | 1,5     | 45 / 138  | 3       | Oposição          |
| 1943    | 2.º | 307 490 | 23,1 / 100,0 | 10,2    | 32 / 138  | 12      | Oposição          |
| 1944    | 2.º | 249 329 | 20,5 / 100,0 | 2,6     | 30 / 138  | 2       | Oposição          |
| 1948    | 2.º | 262 393 | 19,8 / 100,0 | 0,7     | 31 / 147  | 1       | Governo           |
| 1951    | 2.º | 349 922 | 27,2 / 100,0 | 7,4     | 40 / 147  | 9       | Oposição          |
| 1954    | 2.º | 427 031 | 32,0 / 100,0 | 4,8     | 50 / 147  | 10      | Governo           |
| 1957    | 2.º | 326 699 | 26,6 / 100,0 | 5,4     | 40 / 147  | 10      | Oposição          |
| 1961    | 2.º | 374 099 | 32,0 / 100,0 | 5,4     | 47 / 144  | 7       | Oposição          |
| 1965    | 2.º | 427 081 | 34,1 / 100,0 | 2,1     | 47 / 144  | Estável | Oposição          |
| 1969    | 2.º | 449 749 | 34,1 / 100,0 | Estável | 50 / 144  | 3       | Oposição          |
| 1973    | 2.º | 473 781 | 35,1 / 100,0 | 1,0     | 54 / 144  | 4       | Governo           |
| 1977    | 2.º | 488 767 | 30,5 / 100,0 | 4,6     | 43 / 148  | 11      | Oposição          |
| 1981    | 2.º | 626 376 | 36,5 / 100,0 | 6,0     | 65 / 166  | 22      | Governo           |
| 02/1982 | 2.º | 621 088 | 37,3 / 100,0 | 0,8     | 63 / 166  | 2       | Oposição          |
| 11/1982 | 2.º | 662 284 | 39,2 / 100,0 | 1,9     | 70 / 166  | 7       | Governo           |
| 1987    | 2.º | 481 127 | 27,1 / 100,0 | 12,1    | 51 / 166  | 19      | Apoio parlamentar |
| 1989    | 2.º | 485 307 | 29,3 / 100,0 | 2,2     | 55 / 166  | 4       | Oposição          |
| 1992    | 2.º | 422 106 | 24,5 / 100,0 | 4,8     | 45 / 166  | 10      | Oposição          |
| 1997    | 2.º | 499 936 | 27,9 / 100,0 | 3,4     | 54 / 166  | 9       | Oposição          |
| 2002    | 2.º | 417 619 | 22,5 / 100,0 | 5,7     | 31 / 166  | 23      | Oposição          |
| 2007    | 2.º | 564 428 | 27,3 / 100,0 | 4,8     | 51 / 166  | 20      | Oposição          |
| 2011    | 1.º | 801 628 | 36,1 / 100,0 | 8,8     | 76 / 166  | 25      | Governo           |
| 2016    | 1.º | 544 140 | 25,5 / 100,0 | 10,6    | 50 / 158  | 26      | Governo           |
| 2020    | 3.º | 455 568 | 20,9 / 100,0 | 4,6     | 35 / 160  | 15      | Governo           |
| 2024    | 2.º | 458 134 | 20,8 / 100,0 | 0,1     | 38 / 174  | 3       |                   |

### Eleições europeias
| Data | CI. | Votos   | %            |      | Deputados | +/-     |
| ---- | --- | ------- | ------------ | ---- | --------- | ------- |
| 1979 | 2.º | 443 652 | 33,1 / 100,0 |      | 4 / 15    |         |
| 1984 | 2.º | 361 034 | 32,2 / 100,0 | 0,9  | 6 / 15    | 2       |
| 1989 | 2.º | 353 094 | 21,6 / 100,0 | 10,6 | 4 / 15    | 2       |
| 1994 | 2.º | 276 095 | 24,3 / 100,0 | 2,7  | 4 / 15    | Estável |
| 1999 | 2.º | 342 171 | 24,6 / 100,0 | 0,3  | 4 / 15    | Estável |
| 2004 | 2.º | 494 412 | 27,8 / 100,0 | 3,2  | 5 / 13    | 1       |
| 2009 | 1.º | 532 889 | 29,1 / 100,0 | 1,3  | 4 / 12    | 1       |
| 2014 | 2.º | 369 120 | 22,3 / 100,0 | 6,8  | 4 / 11    | Estável |
| 2019 | 1.º | 496 459 | 29,6 / 100,0 | 7,3  | 4 / 11    | Estável |